# Gustav Graves
Gustav Graves (geboren als Tan-Sun Moon) is een personage uit de James Bondfilm Die Another Day. Hij is geïnspireerd op de originele versie van Hugo Drax uit de roman Moonraker van Ian Fleming.

## Biografie
Tan-Sun Moon is de zoon van general Moon en is zelf kolonel in het Noord-Koreaanse leger. Hij ruilt illegale wapens voor conflictdiamanten uit Sierra Leone met een westerse smokkelorganisatie.
Wanneer kolonel Moon voor het eerst in de film te zien is, wordt hij bezocht door een lid van de westerse smokkelorganisatie. Moon is op dit moment aanwezig in een legerbasis waar hij de leiding heeft. Moon laat de wapens die hij wil ruilen, met militaire hovercrafts ophalen om deze aan het smokkelorganisatie-lid te laten zien.
Moon hoort echter van zijn rechterhand Zao dat het smokkelorganisatie-lid die hem bezoekt eigenlijk een westerse spion van MI6 is, genaamd James Bond. Miranda Frost, die voor kolonel Moon in MI6 infiltreert, heeft deze informatie telefonisch aan Zao gegeven. Moon geeft zijn soldaten de opdracht om Bond direct te executeren.
Moon, die immers de wapens met hovercrafts heeft opgehaald, poogt ze nu weer terug te brengen. Dit keer met hemzelf aan boord van een hovercraft. Onderweg wordt Moon echter gestoord door Bond die aan zijn executie is ontsnapt en Moon nu per hovercraft achterna gaat. Bond springt uiteindelijk op Moons hovercraft, waarop een groot gevecht tussen Bond en Moon volgt. Wanneer Bond op tijd van de hovercraft af weet te komen, stort deze met Moon erbij de afgrond in. Moon overleeft het op onbekende wijze. Hij laat dit alleen Zao en Miranda Frost weten.
Moon reist naar Cuba waar hij naar de speciale kliniek van Dr. Alvarez gaat om met DNA-therapie zijn uiterlijk te laten veranderen. Hij komt eruit te zien als een westerse man en laat zijn identiteit veranderen. Hij is nu een Engelsman, genaamd Gustav Graves.
Hij sticht de organisatie Graves Corporation waarmee hij doet alsof hij in IJsland een diamantmijn exploreert. In werkelijkheid witwast hij vele gesmokkelde conflictdiamanten uit Sierra Leone die hij op onbekende wijze van de westerse smokkelorganisatie heeft weten te krijgen. De leden van zijn nieuwe organisatie zijn niet Koreaans en niet eerder in de film te zien.
Wanneer Graves een bekende miljonair is, laat hij Icarus bouwen, een satelliet, gemaakt van de diamanten, die werkt op zonne-energie en een enorme laserstraal heeft. Graves geeft een demonstratie van de Icarus, waar hij een ijspaleis voor heeft gebouwd. Hij heeft in Engeland Bond opnieuw ontmoet, die hij uitnodigt voor de demonstratie.
Later zit Bond in Graves' kantoor en laat hij merken dat hij inmiddels doorheeft dat Graves eigenlijk kolonel Moon is. Graves vertelt nu dat Miranda Frost degene is die hem in Noord-Korea verraden heeft. Hierop wil Graves Bond vermoorden maar die weet voortdurend aan de dood te ontsnappen.
Graves wil de Icarus gebruiken om de DMZ Korea te ontdoen van mijnen. Als dat gebeurd is, zou Noord-Korea de macht kunnen overnemen in het zuiden. Icarus zou dan later ook gebruikt kunnen worden om Korea te verdedigen tegen wapens van het westen. Graves staat klaar om generaal Moon de uitvoer van dit plan te laten zien. Graves reist hiervoor naar Noord-Korea en reist dan samen met general Moon per militair luchtvaartuig naar de DMZ Korea.
Graves heeft een pak dat elektrische stroom overbrengt. Daarin zit de besturing van de Icarus. Graves vertelt generaal Moon dat hij zijn zoon is. Moon durft hem te geloven. Dan laat Graves zien hoe hij begint het mijnenveld van de DMZ Korea te vernietigen. Bij het zien van deze verwoesting gelooft generaal Moon hem niet meer. Als zijn vader hem onder schot houdt, pakt hij hem met zijn stroompak vast. Dan stopt hij de stroom, steekt zijn vader neer en kijkt met een glimlach naar achteren; dan ziet hij Bond.
Er komt een gevecht tussen Bond en Graves. Graves houdt Bond uiteindelijk met zijn stroompak vast, waarna Bond vol pijn op de grond ligt. Graves besluit hem nog niet te vermoorden. Hij haalt twee parachutes tevoorschijn waarvan hij één spottend weggooit. De andere doet hij aan. Dan buigt hij zich naar Bond toe en zegt: "Time to face destiny." Tot Graves' pech ziet Bond het touwtje van zijn parachute hangen, waar hij dan aan trekt. Graves wordt het vliegtuig door een scheur uitgezogen, maar houdt zich net op tijd eraan vast. Bond loopt naar hem toe en zegt: "Time to face gravity." Bond drukt Graves' stroompak aan, waarna Graves loslaat en in de motor terechtkomt. Hij wordt vermalen met zijn stroompak en met de besturing van de Icarus, die daardoor automatisch uitgaat.

### Handlangers
- Zao
- Miranda Frost
- Vladimir Popov
- Mr. Kil